# Michele Paleari
Michele Paleari (Casteggio, 28 giugno 1900 – Casteggio, 9 dicembre 1939) è stato un calciatore italiano, di ruolo difensore e centrocampista.

## Caratteristiche tecniche
Poteva ricoprire numerosi ruoli tra difesa e centrocampo, come terzino, centromediano o mezzala.

## Carriera
Esordisce nel Casteggio, e nell'estate 1919 dopo aver disputato un'amichevole con la maglia del Milan passa al neonato Piacenza con cui vince il campionato di Promozione 1919-1920. Viene riconfermato anche per la stagione successiva in Prima Categoria, nella quale disputa 7 partite con un gol.
Nel 1921 torna al Casteggio con cui disputa un altro campionato di Prima Categoria, concluso con la retrocessione dei pavesi. Rimane in forza alla squadra fino al novembre 1925, quando torna per una stagione nel Piacenza impegnato nel campionato di Seconda Divisione 1925-1926. Dopo essere rimasto fermo per un anno sotto contratto con gli emiliani, milita per una stagione nel Vigevanesi, in Seconda Divisione e poi nel Pavia per il campionato di Seconda Divisione 1928-1929 concluso al primo posto nel girone C della Lega Nord.

## Palmarès
- Promozione: 1

Piacenza: 1919-1920
- Seconda Divisione: 1

Pavia: 1928-1929